# رعاية غير والدية

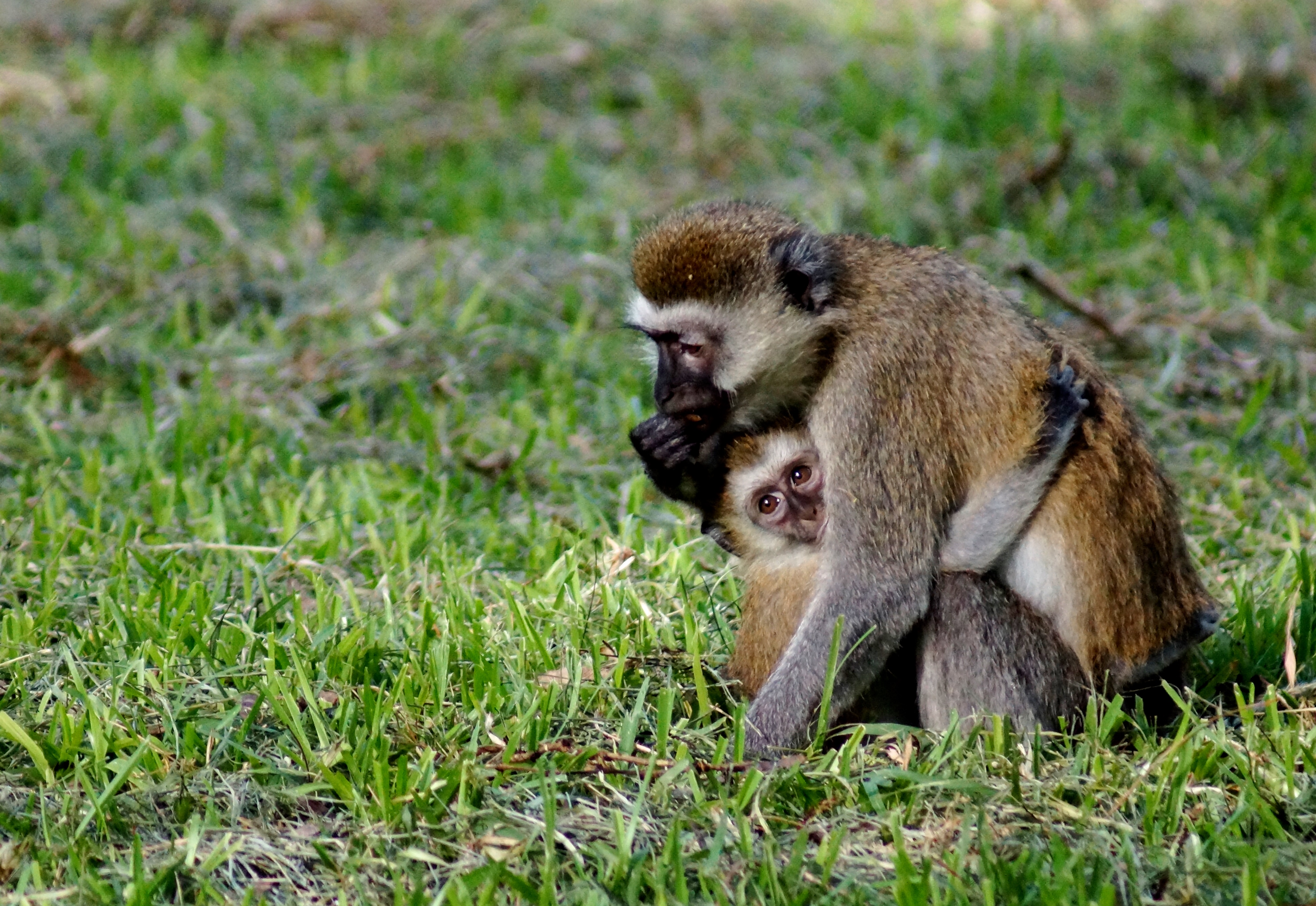

الرعاية غير الوالدية «ألّوبيرنتينغ- ألّوبيرنتال كير» هو مصطلح يستخدم لتصنيف أي شكل من أشكال الرعاية الوالدية التي يقدمها فرد تجاه الصغار الذين لا ينحدرون منه، أي الذين ليسوا من النسل الجيني المباشر للفرد، وهذا لا يستبعد الصغار الأقرباء مثل الأشقاء أو الأحفاد. يُشار إلى الأفراد الذين يقدمون هذه الرعاية باستخدام المصطلح المحايد ألّوبيرنت «الوالد الآخر» «أو المساعد».
تشتمل الرعاية غير الوالدية على مجموعة متنوعة من الأنظمة الوالدية ضمن المجموعات الحيوانية والبنى الاجتماعية. يمكن أن تكون العلاقة بين الوالد والصغير ذات منفعة متبادلة أو طفيلية، وبين الأنواع أو ضمن النوع الواحد. التربية التعاونية ورعاية الحضنة المشتركة والرعاية التبادلية وتطفل الحضنة ورعاية صغار الغير دون معرفة أنهم من نسل آخر كلها تمثل المواقف التي تلعب فيها رعاية صغار الغير دوراً.

## النظرية
في علم الأحياء وعلم الأخلاق وعلم الاجتماع  تُعرّف الرعاية لصغار الغير على أنها أي شكل من أشكال الرعاية الوالدية، والتي تُمنح لصغار لا ينحدرون من النسل نفسه. استُخدم هذا المصطلح لأول مرة من قبل إدوارد ويلسون في عام 1975 في كتابه «البيولوجيا الاجتماعية» في محاولة لتحديد مصطلح محايد يمكن أن يتضمن الجنس والعلاقة بين المصطلحات المحددة «العم» و«العمة» التي سبق أن صيغت في الأدب لوصف هذا النوع من السلوك. بالإضافة إلى ذلك استخدم ويلسون مصطلح ألّوبيرنت الوالد الآخر «أو المساعد» للإشارة إلى الأفراد الذين يقدمون الرعاية، واقترح تداول كل من مصطلحي الأم الآخرى والوالد الآخر كعبارات يمكن استخدامها لتمييز جنس المساعد. الكلمة ألّوبيرنت تُترجم تقريباً إلى «الوالد الآخر» استناداً إلى الجذر اليوناني «ألّو-allo» والذي يعني الآخر، والجذر اللاتيني «parens» بمعنى الوالد.
تشمل رعاية صغار الغير مجموعة متنوعة من أنظمة الأبوة والسلوكيات. ببساطة يمكن فهمها على أنها نظام الأبوة والأمومة الذي يأخذ فيه الأفراد الآخرون غير الوالدين المباشرين دور الوالدين، ويستمر هذا إما لفترة قصيرة أو طويلة من الزمن. ولا يستبعد هذا التعريف «الوالد الآخر» الذي تجمعه قرابة وراثية بالصغار مثل الأشقاء والعمات، الذين غالباً ما يُلاحظ أنهم «مساعدون في العش». في هذه الحالات يكون الوالد الآخر والصغير يتشاركان درجة من القرابة «معامل الارتباط أكبر من الصفر»، وبالتالي غالباً ما يرتبط انتقاء الأقرباء في تطور السلوك. لذلك فإن استخدام مصطلح «الصغير غير المنحدر» كمعاكس لـ «الصغار غير الأقرباء» هو مهم للتمييز في رعاية صغار الغير.
يمكن للصغار غير الأقرباء المستفيدين من الأبوة الآخرى أن يكونوا من نفس النوع أو من نوع مختلف، وهي ظاهرة غالباً ما تُلاحظ في الأسماك وعدد محدد من أنواع الطيور.
هناك بعض النقاش حول ما إذا كانت الرعاية بين الأنواع  «رعاية الصغار من نوع آخر» تمثل رعاية «حقيقية»، خاصة عندما تكون العلاقة طفيلية بالنسبة للوالد الآخر، وبالتالي فإن الرعاية التي توجه «مضللة» أو تشكل سلوكاً غير تكيفي مع المجتمع. على الرغم من أن هذه العلاقات الطفيلية مثل ما يحدث مع فراخ الوقواق لم يتناولها إدوارد ويلسون على وجه التحديد في مناقشته الأصلية، وناقش التبني والعبودية عبر الأنواع في النمل، فإنه يمكن وصف العلاقة بأنها طفيلية للنوع المغاير من الصغار. ينظر هذا المقال في السلوكيات بين الأنواع ورعاية صغار الغير التطفلية لتقابل تعريف الرعاية غير الوالدية.

## الاستثمار في رعاية صغار الغير
في عام 1972 عرّف روبرت تريفرس الاستثمار الوالدي بأنه: «أي استثمار يقوم به الوالد في ذرية فردية يزيد من فرصة الذرية في النجاة «وبالتالي النجاح في الإنجاب» على حساب قدرة الوالدين على الاستثمار في ذرية آخرى» «تريفرس، 1972».
ينطبق مفهوم الاستثمار الوالدي على الوالد الآخر بالطريقة نفسها التي ينطبق بها على الوالد الجيني، ومع ذلك فإن أي استثمار في إنتاج الأمشاج «الخلايا التناسلية»، والذي أدرجه تريفرس في تعريفه غير مناسب، وبالتالي فهو عادة ما يقتصر على الاعتبارات السلوكية للوالد الآخر. يمكن تعريف الأشكال المحتملة للاستثمار التي يقدمها الوالد الآخر ضمن ثلاثة من أربعة تصنيفات لتصريف الطاقة التي اقترحها كرفورد وبالون عام 1996:
- النوع الثاني - التحضير للنسل قبل تطور البيضة الملقحة من حيث بناء العش/ العرين والدفاع عن الأراضي.
- النوع الثالث - توفير الغذاء المباشر للصغار.
- النوع الرابع - رعاية الصغار وتغذيتهم والدفاع عنهم وتعليمهم.

بالنظر إلى أن الوالد الآخر هو ليس الوالد الجيني فبالتالي لم يشارك في السلوك التناسلي الذي أنتج الصغار، فإن تصنيف النوع الأول «استثمار الطاقة في الأمشاج» ليس ذا صلة عندما نفكر في استثمار الوالد الآخر.

## التصنيف
أشكال رعاية صغار الغير التي تحدث في الطبيعة عديدة ومتنوعة ولا تحصى. تتراوح العلاقات بين الوالد الآخر والصغار والوالد الآخر والوالد الجيني بين الأشكال التعاونية والمنفعة المتبادلة إلى الاستغلالية والتطفل.
يوفر المخطط التفصيلي أدناه تصنيفاً واحداً للعديد من أشكال رعاية صغار الغير التي لوحظت:

### رعاية حقيقية «منفعة متبادلة»
يتميز هذا النوع من رعاية صغار الغير بالتفاعلات/ العلاقات التي توفر فائدة عامة للوالد الآخر والصغار والوالد الجيني.
يرتبط هذا النوع من الرعاية الوالدية غالباً بالتنظيم الاجتماعي، لذلك فهو شائع جداً في المجتمعات الحيوانية المتقدمة مثل الرئيسيات. ويمكن أن يأخذ الأشكال التالية:
- التربية التعاونية: يتميز نظام التربية هذا بالأفراد «الأهل الآخرين» الذين يؤخرون أو يتنازلون عن تكاثرهم الشخصي من أجل المساعدة في تكاثر الأفراد الآخرين داخل المجموعة، وغالباً ما يكون الزوج الذي يُساعد هو زوج التكاثر المسيطر. وعادةً ما يكون «المساعدون» هم الأشقاء من النسل الجديد، أو الأشقاء لزوج التكاثر ذاك. هذا النظام شائع بين الطيور والقرود والثدييات مثل ابن آوى الأسود والكلاب البرية الأفريقية التي تشارك في تغذية الجراء ومجالسة الصغار. وغالباً ما تُعتبر التربية التعاونية دليلًا قويًا لدعم انتقاء الأقارب. تكون التربية التعاونية وخاصة عند الطيور مفضلة في البيئات الهامشية حيث يكون الطعام محدوداً أو توجد معدلات افتراس عالية ما يجعل من الصعب على الزوج المتكاثر تربية الصغار بنجاح بمفرده. وقد يجد الصغار المستقلون حديثًا أيضاً الرعاية غير الوالدية خيار التكاثر الأمثل المتاح لهم في البيئات شحيحة الموارد أو حيث يكون الموطن مكتظاً. وهناك حالة متطرفة للتربية التعاونية عند الحشرات الاجتماعية العليا مثل بعض أنواع النحل والنمل، حيث تطور النظام الطبقي ليتخلى العمال عن تكاثرهم الشخصي للمساعدة في النجاح التناسلي للمستعمرة، ويكتسبون فوائد غير مباشرة من خلال مساعدة الصغار المرتبطين بهم.[11][12][13]
- رعاية الحضنة المشتركة «مجالسة الصغار»:

تتشابه هذه الحالة مع التربية التعاونية، ولكنها تتضمن عدداً من الأزواج المتناسلة أو الأمهات. ويشار إليها في بعض الأوقات باسم «مجالسة الصغار» أو التعاون المتبادل، هذا النظام من الرعاية الوالدية يتيح للوالدين الجينيين حرية أكبر في البحث عن الطعام، ويبدو أنه مدعوم بالمزايا المتبادلة التي يكتسبها الأفراد المشاركون من خلال الإيثار المتبادل.
يتضمن الإيثار المتبادل أفراداً يقومون بأفعال تعود بالفائدة على الغير على أمل أن يُرد الفعل بالمثل. وهذا النظام لا يعتمد على علاقة القرابة، لذا يُلاحظ وجود سلوك مجالسة الصغار بين غير الأقرباء. لوحظ هذا النوع من الرعاية بين الرنة والأيائل الذين يعرضون رعاية صغار بعضهم بشكل متبادل ويشكلون قطعان الحضانة، وتظهر كذلك الخفافيش مصاصة الدماء هذا السلوك التبادلي في مشاركة الغذاء.
وكثيراً ما تلاحظ الإناث التي تجالس الصغار في الأنواع الرئيسية، مثل الليمور ذي الذيل الدائري وسعادين الفرفت وقرود المكاك واللانغور. وقد أبلغ عن تشكيل مجموعات حضانة بين دلافين الأطلسي قارورية الأنف وحيتان العنبر. وهناك بعض الحالات التي لوحظ فيها اندماج الحضانة بين نوعين مختلفين. في بحيرة ملاوي شوهد آباء سمك البُلطي وهم يحضنون صغارًا لمفترس محتمل لهم وهو سمك السلور البياض، ويساعدون في الدفاع ضد الحيوانات المفترسة. ومن المثير للاهتمام أن رعاية سمك السلور لصغار من نوع آخر يتضمن منفعة متبادلة لكل الأطراف.